# Politique bancaire
La politique bancaire a pour objet la protection de l'épargnant, de l'emprunteur, ainsi que la prévention des crises bancaires et financières.

## La justification de la politique bancaire
La politique bancaire se justifie par le rôle spécifique des banques dans l'économie. Elles sont globalement créancières de leurs clients, elles créent de la monnaie et peuvent représenter un risque systémique. La création monétaire est l'objet de la politique monétaire et non de la politique bancaire qui s'attache donc à la protection de l'épargnant et à la prévention des crises bancaires et financières.

### La protection de l'épargnant
Les banques, ou selon les termes de la loi les établissements de crédit, sont des entreprises qui ont la particularité d'être créancière de leurs clients. Les épargnants sont obligés d'être leur client pour disposer de moyens de paiement mais sont dans l'incapacité d'exercer un contrôle efficace sur la gestion des fonds confiés. La confiance étant primordiale pour l'exercice de l'activité bancaire, elle nécessite de la part des pouvoirs publics qu'ils veillent sur les dépôts bancaires.

### La protection de l'emprunteur
Indissociable du volet précédent, la protection du consommateur de produits financiers et bancaires est désormais approchée dans sa globalité.
Compte tenu de l'expansion des nouveaux canaux de vente bancaire (banque à distance, intermédiaire en opérations de banque et en services de paiement) en complément des réseaux d'agences, l'encadrement de la commercialisation des produits bancaires tels que les crédits est devenue une évidence. Une réglementation spécifique est en place, fruit de la jurisprudence et de la Loi.

### La prévention des crises bancaires
La défaillance d'une banque peut entraîner par un effet domino, la défaillance d'autres banques et ainsi mettre en difficultés toute une économie.
Toutes ces raisons font que les autorités d'un état portent une attention particulière aux banques.

## Les outils de la politique bancaire
La politique bancaire est mise en œuvre à travers de nombreux outils.

### Le filet de sécurité public
Le filet de sécurité public a pour objectif d'empêcher les paniques bancaires ou ruées bancaires comme cela s'est produit fin 2007 pour la banque britannique Northern Rock.
Le principal ingrédient du filet de sécurité public est la confiance qu'il apporte au système et les garanties qu'il donne aux épargnants. C'est par exemple la déclaration du président Sarkozy en 2008 : « Quoi qu'il arrive, l'État garantira la sécurité et la continuité du système bancaire et financier français ».
En France, ce filet de sécurité public se matérialise par le fonds de garantie des dépôts qui a pour rôle d'indemniser rapidement les épargnants qui verraient leur banque dans l'impossibilité de faire face à ses engagements.
Enfin, le rôle de prêteur en dernier ressort qui pourrait être assuré par la Banque centrale européenne complète le dispositif.

### La règlementation prudentielle
La règlementation prudentielle, inspirée et dite « Bâle II », est posée par la directive européenne CRD IV et son Règlement CRR, du 17 juillet 2013.
Elle a pour objectif la stabilité financière. Elle s'appuie sur trois piliers :
- les exigences minimales en fonds propres ;
- la surveillance par les autorités prudentielles ;
- la transparence et discipline de marché.

### L'encadrement de ladistribution bancaire
Le bon équilibre entre le dynamisme de l'offre et la protection des consommateurs passe également par une réglementation spécialement destinée à la vente des produits bancaires, surtout du crédit.
Ce cadre juridique s'est mis en place, tant sous l'effet du Code monétaire et financier, que du Code de la consommation, précisés par les solutions de la jurisprudence.
Il est promis à de futurs développements.

### La supervision et le contrôle par les autorités en France

#### L'agrément
Le CECEI, conformément au Code monétaire et financier, a la responsabilité d'agréer les établissements de crédit et les entreprises d'investissement. Le secrétariat du CECEI est assuré par une direction de la Banque de France.
L'AMF assure l'agrément des sociétés de gestion de portefeuille.

#### Les contrôles sur pièces et sur place
Ces fonctions sont assurées par la Commission bancaire. Le contrôle sur pièces (ou contrôle permanent) est assuré par des teneurs de dossiers, qui sont en relation constante avec la banque, au sein du secrétariat général de la Commission bancaire. Les contrôles sur places sont réalisés à la demande de la Commission bancaire par des équipes de l'Inspection générale de la Banque de France.

### Le contrôle interne
Il est assuré par l'établissement lui-même. C'est notamment en raison de la faiblesse de celui-ci que la Société générale a été condamné à une sanction pécuniaire de 4 millions d'euros dans l'affaire Kerviel.

### La communication financière
Les banques ont l'obligation de communiquer des informations sur leur situation financière à plusieurs destinataires :
- le régulateur, à qui la loi a imposé la communication d'états réglementaires concernant les comptes, le contrôle interne, les risques, etc.
- les actionnaires de la banque si celle-ci est cotée
- les clients comme par exemple le récapitulatif annuel des frais bancaires imposé par la loi (article L. 312-1-1 du code monétaire et financier)

## Les organismes et les institutions chargés de la politique bancaire en France
- DGTPE
- BCE
- Banque de France
- Autorité de contrôle prudentiel et de résolution
- Droit de la distribution bancaire
- CECEI
- AMF
- Fonds de garantie des dépôts[6]

## L'avenir de la politique bancaire en France
Le Rapport , de Bruno Deletré, ancien directeur chez Dexia, agissant pour le ministère de l'Économie, de l'Industrie et de l'Emploi de janvier 2009 proposait la fusion de la Commission bancaire et de l'ACAM en une Autorité de contrôle prudentiel (ACP) qui conformément au modèle twin peaks.
L'ACP assure la supervision des acteurs bancaires, financiers et d'assurance alors que l'AMF a la charge de la supervision des marchés. La commercialisation et la supervision des distributeurs relève de fonctions partagées entre les deux Autorités.
La nouvelle autorité de contrôle ACPR s'est mise en place le 21 janvier 2010.
Les enjeux de la politique bancaire française sont essentiellement européens : la Banque centrale européenne a pris, en 2014, des responsabilités nouvelles en matière de supervision des principales entreprises bancaires européennes, y compris françaises. L'année 2014 est celle de la revue des actifs, afin de déterminer leur qualité exacte.
Les Autorités nationales, dont l'ACPR, conserve un rôle fondamental en matière de commercialisation bancaire et de protection des consommateurs, thèmes pour lesquels des solutions nouvelles restent à imaginer.